# De Koninck
De Koninck ist eine privat geführte belgische Traditionsbrauerei in der flämischen Stadt Antwerpen. Seit 2010 gehört De Koninck  zur Firmengruppe Duvel Moortgat. Die Brauerei ist Mitglied der Gesellschaft Belgian Family Brewers.

## Biersorten
- De Koninck (5,2 %)
- De Koninck Triple d’Anvers (8 %)
- Wild Jo (5,8 %)
- Lost in Spice (5,2 %)

## Fotos

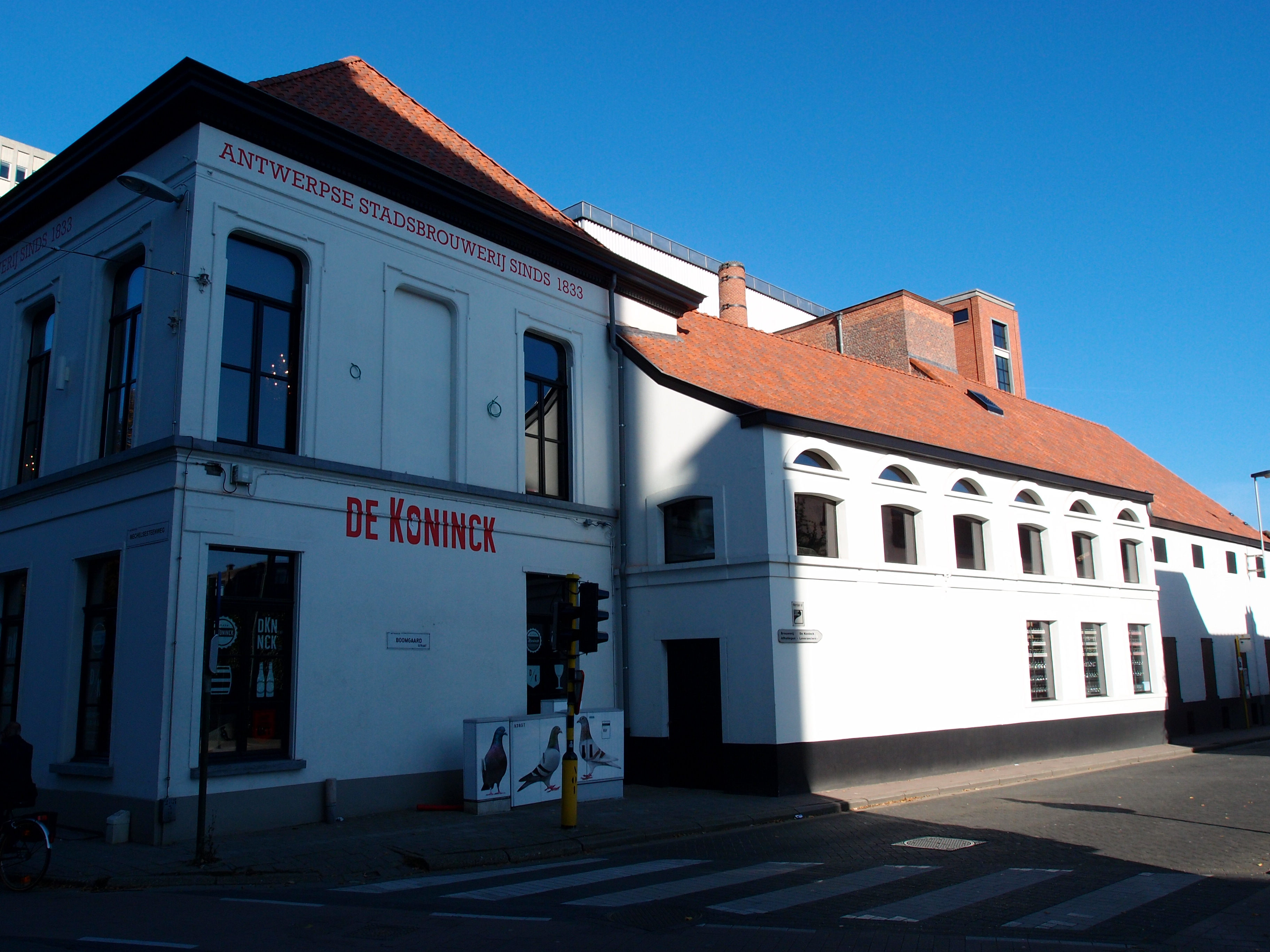
Brauerei
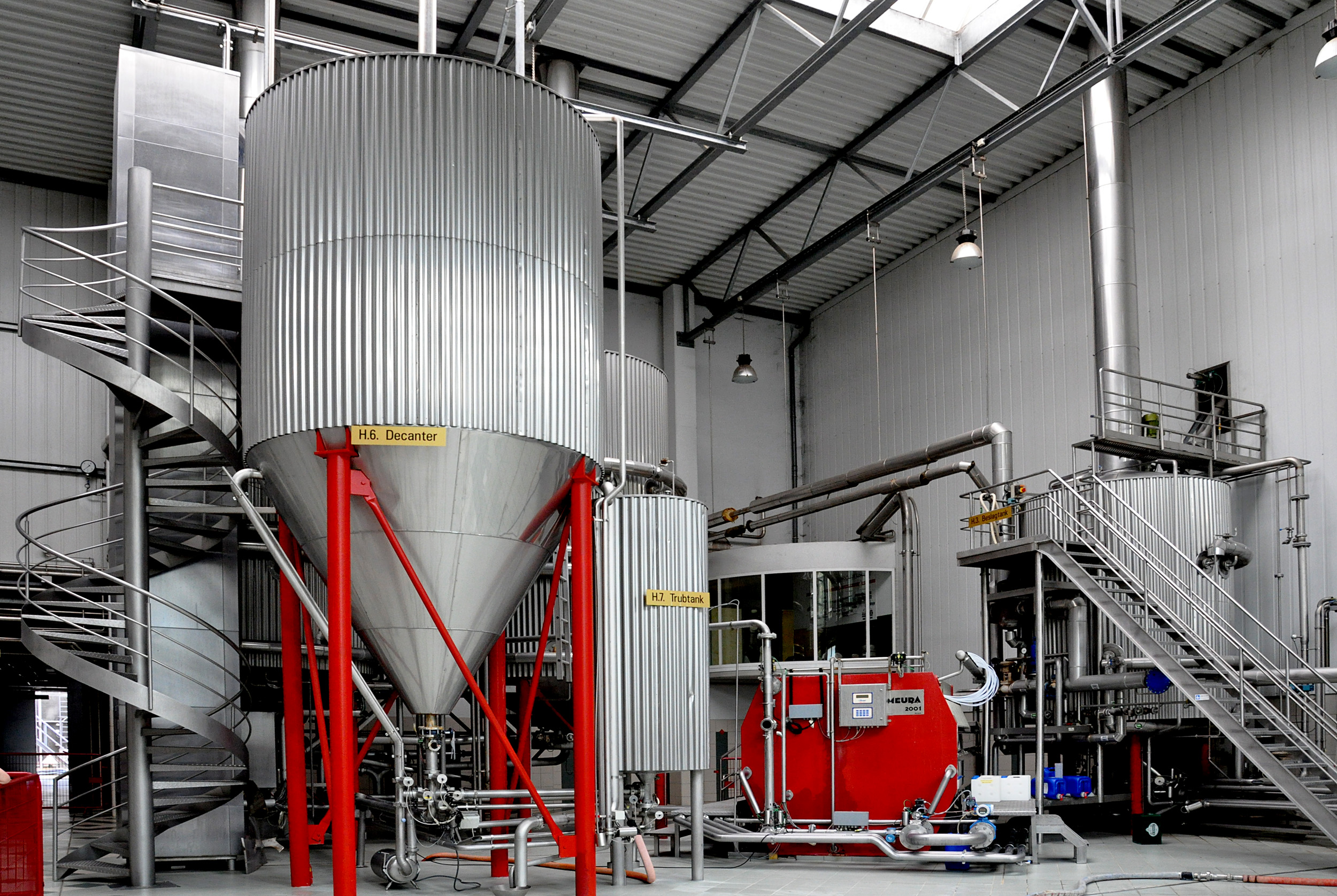
Brauerei
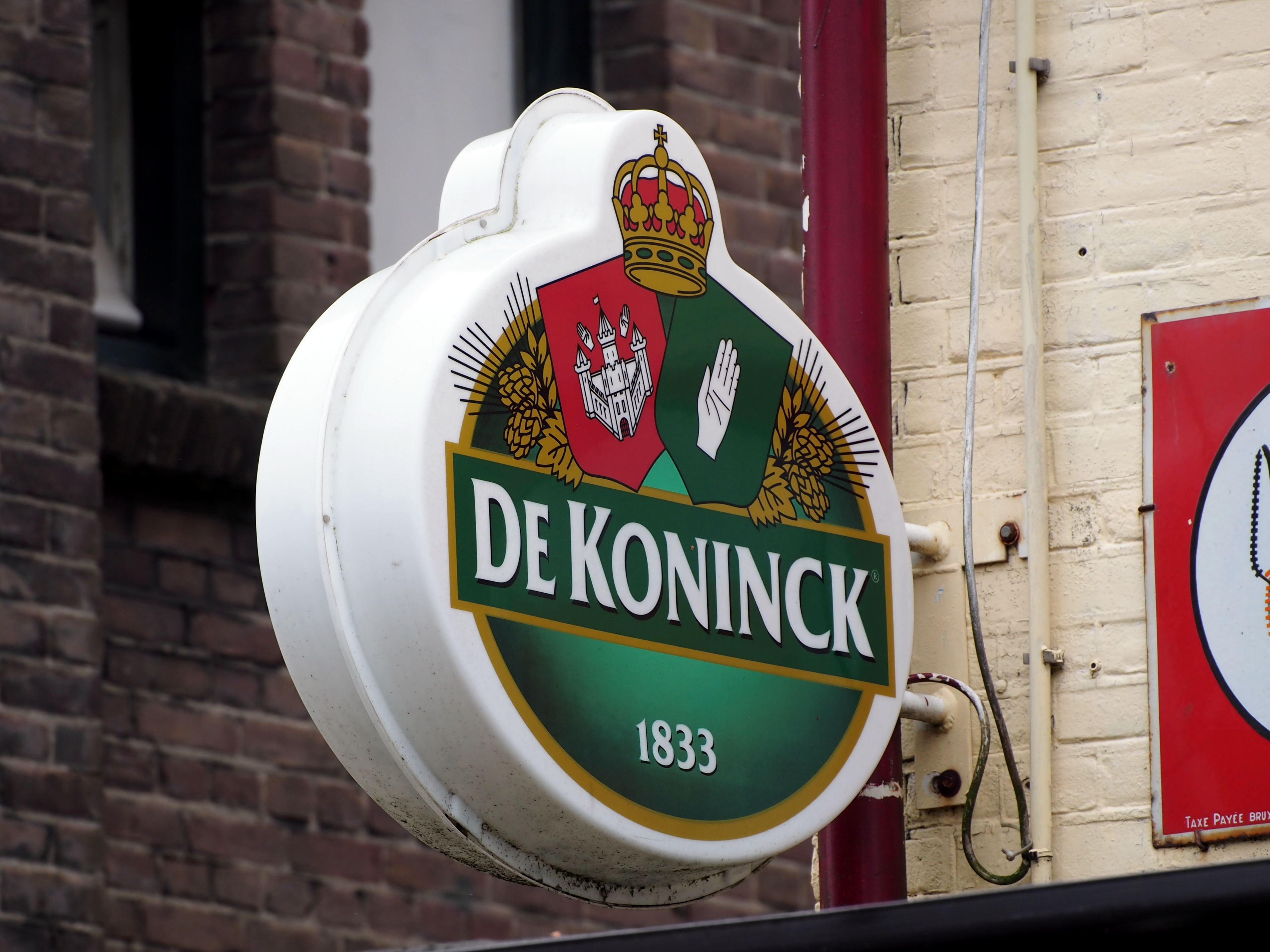
Leuchtreklame
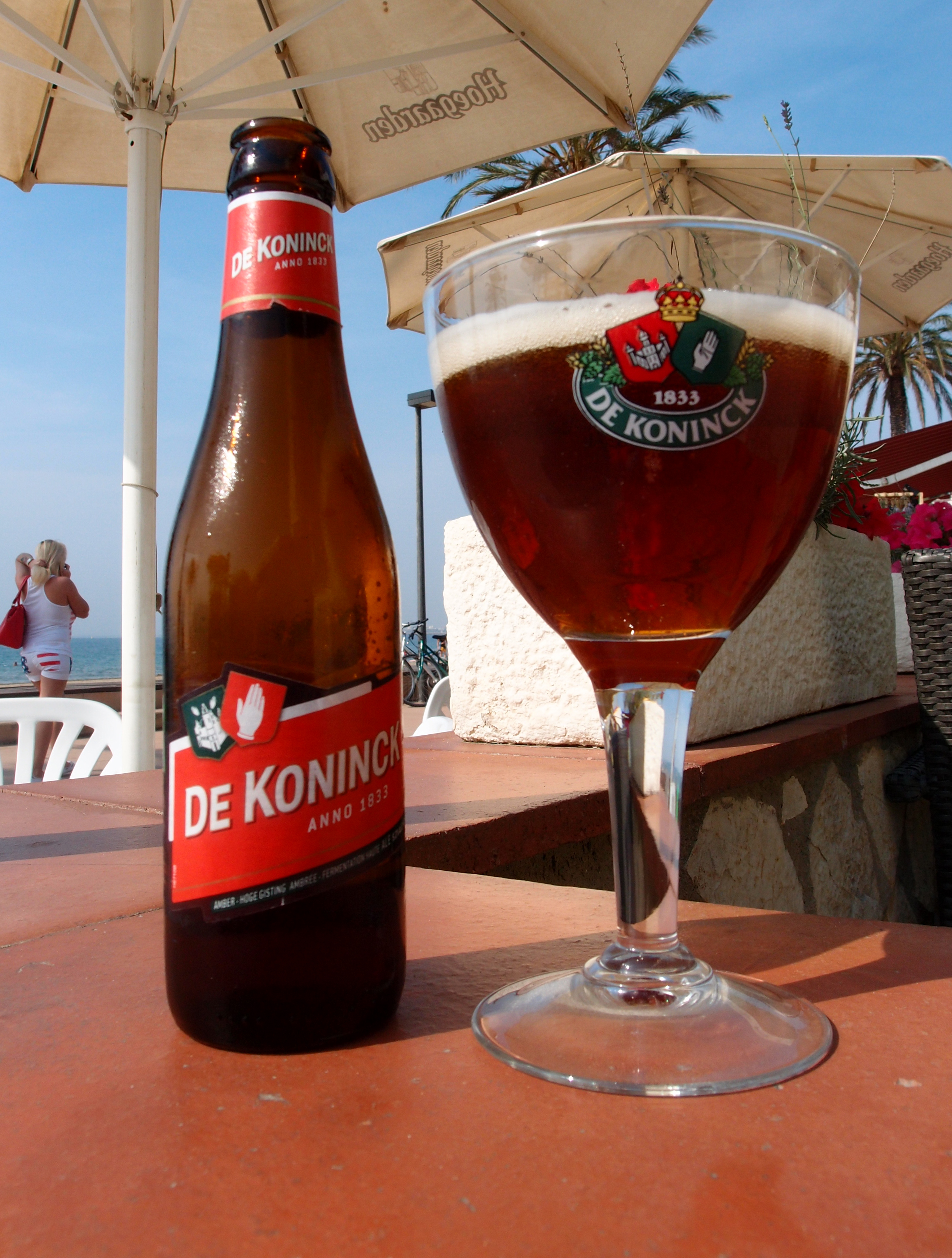
De Koninck